# Pieni Tulijärvi
Pieni Tulijärvi eller Tulijärvi är en sjö i Finland. Den ligger i kommunen Puolango i landskapet Kajanaland, i den centrala delen av landet, 500 km norr om huvudstaden Helsingfors. Pieni Tulijärvi ligger 209,7 meter över havet. Den är 3,79 meter djup. Arean är 46,1 hektar och strandlinjen är 5,22 kilometer lång. Sjön  ingår i Uleälvens huvudavrinningsområde. 